# Chiloglanis swierstrai
Chiloglanis swierstrai é uma espécie de peixe da família Mochokidae.
Pode ser encontrada nos seguintes países: Moçambique, África do Sul, Suazilândia e Zimbabwe.